# Lamagdelaine
Lamagdelaine település Franciaországban, Lot megyében. Lakosainak száma 716 fő (2022. január 1.). Lamagdelaine Arcambal, Cahors, Bellefont-La Rauze és Saint Géry-Vers községekkel határos.

## Népesség
A település népességének változása:
| Lakosok száma | 275  | 626  | 731  | 762  | 736  | 715  | 698  | 695  | 703  | 716  |
|               | 1968 | 1982 | 1990 | 2006 | 2013 | 2015 | 2017 | 2019 | 2020 | 2022 |